# 陳方 (明朝)
陳方（1404年—？），字正觀，江西吉安府廬陵縣人，民籍。明朝政治人物。進士出身。

## 生平
江西鄉試第六名。正統十年（1445年）乙丑科會試第六十五名，殿試登進士第三甲第四十一名。

## 家族
曾祖陳仲久。祖父陳禮源。父亲陳楚喜。